# Pétitions en France concernant la majorité sexuelle
Les pétitions concernant la majorité sexuelle en France, liées à l'affaire de Versailles, sont signées entre 1977 et 1979, alors qu’une réforme du Code pénal français était en cours de discussion au Parlement, par divers intellectuels, personnalités et médecins.
L'une d'entre elles proposait d'accélérer les procédures pénales sanctionnant les relations sexuelles avec des mineurs, en recourant à des juges professionnels afin d'éviter la détention préventive prolongée de l'affaire de Versailles, et dénonçait la discrimination contre les homosexuels dont la majorité sexuelle n'avait été abaissée qu'à 18 ans en 1974 contre 15 ans pour les hétérosexuels. Les deux autres protestaient contre la durée de la détention préventive subie par des suspects dans deux affaires d'  « attentat à la pudeur sans violence » couvertes par le secret de l'instruction, dont la presse n'aura les détails que lors de l'audience publique au Tribunal.
Ces pétitions ont commencé lors de l'affaire de Versailles de janvier 1977, avec trois suspects d'attentat à la pudeur, notion remplacée en 1994 dans la loi française par l'atteinte sexuelle sur mineur de 15 ans et l'agression sexuelle sur mineur de 15 ans.
Ces pétitions ont été montrées du doigt au début des années 2000 lors de la polémique sur les écrits de jeunesse du député européen Daniel Cohn-Bendit, qui invoquait pour sa défense le contexte plus ou moins général de ces écrits.
Elles ont fait reparler d'elles après la publication du livre de Vanessa Springora à propos de Gabriel Matzneff, quand il a été révélé qu'il était l'auteur de la première de ces pétitions.
À propos de l'une des pétitions les plus polémiques, rédigée par Gabriel Matzneff, le 16 janvier 2020, Vanessa Springora, invitée dans l'émission « La Grande Librairie » y a souligné, tout comme le sociologue Pierre Verdrager et le magistrat Jean-Pierre Rozencsveig, en réponse à une question de l'animateur François Busnel, que les motivations étaient très différentes d'un signataire à l'autre, la plupart voulant dénoncer la discrimination contre les homosexuels, sans savoir que Gabriel Matzneff avait participé à la rédaction du texte.

## Eléments de contexte

### Suicide de Gabrielle Russier
En 1969, Gabrielle Russier, professeure entretenant une relation amoureuse avec l'un de ses élèves, lycéen de 16 ans, se suicide, à la suite de la plainte des parents, du harcèlement qu'elle a subi et de sa condamnation à un an de prison avec sursis pour enlèvement et détournement de mineur. Pour l'historien Jean-François Sirinelli, de vifs débats ultérieurs à l'affaire Gabrielle Russier sont relancés en 1977 « avec des intentions et des arrière-pensées multiples ». Les protagonistes avaient en effet en tête certaines affaires polarisantes, dont le suicide de Gabrielle Russier. Beaucoup de personnes sont alors marquées par la chanson de Charles Aznavour Mourir d'aimer, et par le film homonyme avec Annie Girardot, lui aussi inspiré de l'affaire Gabrielle Russier, qui fait 6 millions d'entrées.
Selon le chercheur Antoine Idier, cette affaire marque alors l'opinion, et explique en partie l'émergence de débats sur la répression des relations entre majeurs et mineurs.
Le rappel de l’affaire Gabrielle Russier (auquel Le Monde a consacré une série d’articles cet été), qui est alors dans tous les esprits, est particulièrement éclairante à cet égard. Gabrielle Russier est cette enseignante d’un lycée de Marseille, née en 1937, qui s’est suicidée en septembre 1969 à la suite de sa condamnation pour une relation amoureuse sur fond de Mai 68 avec un de ses élèves, Christian Rossi, âgé de 16 ans.
Christian Rossi était consentant, il n’a cessé de le répéter et il ne cessera de dire son amour pour Gabrielle Russier, par-delà sa mort. (...) Or, Christian a 16 ans. C’est-à-dire que le code pénal l’estime en capacité de donner son consentement à une relation amoureuse, sentimentale et/ou sexuelle (ce qui n’aurait pas été le cas si l’enseignant était un homme). La justice, toutefois, a recours à une autre incrimination pénale, le détournement de mineur.
(...) Dans l’affaire Russier, donc, d’un côté, la famille et l’autorité parentale légitime ; de l’autre côté, la relation avec Gabrielle Russier, illégitime et illégale à partir du moment où les parents s’y opposent. (...)

Toujours est-il que le procès puis le suicide de la professeure entraînent un vaste mouvement de soutien, qui dépasse le clivage gauche/droite. Et que c’est précisément ce genre d’affaires que vise la lettre ouverte de 1977.

### Discriminations envers les homosexuels
Jusqu'en 1974, la majorité sexuelle pour les homosexuels est de 21 ans, et jusqu'en 1982, de 18 ans.

Dans un article publié dans Libération en décembre 1981, Guy Hocquenghem, signataire des différentes pétitions relatives à la majorité sexuelle et militant pour l'abrogation d'une part des dispositions relatives aux rapports entre majeurs et mineurs, rappelle que 
pour avoir couché avec des mineurs consentants de plus de 15 ans, cent soixante-deux personnes étaient condamnées en 1978 à des peines allant de six mois à trois ans de prison et de 60 à 20 000 F d’amende. Chiffre en diminution, certes, par rapport à 1968 (419) mais en augmentation depuis 1977. 
Comme l’explique Hocquenghem dans son livre intitulé Le désir homosexuel, cette discrimination visant les homosexuels est due à la persistance de lois datant de Vichy, qui ne furent pas abrogées à la Libération :
En France, il n’y a pas de condamnation pour homosexualité jusqu’à Pétain. La première date du 6 août 1942 : ‟Sera puni d’un emprisonnement de six mois à trois ans et d’une amende quiconque aura pour satisfaire ses propres passions, commis un ou plusieurs actes impudiques ou contre nature avec un mineur de son sexe âgé de moins de 21 ans.‟ (…) Ce qu’il faut bien appeler la Loi Pétain-De Gaulle fut adoptée dans cette époque de libéralisation, d’espoir et de progrès qu’était la Libération, sur proposition d’un député Démocrate-chrétien. 
À une époque où des hommes sont incarcérés en France pour avoir entretenu des relations avec d'autres hommes de moins de 21 ans (jusqu'en 1974) et de moins de 18 ans (jusqu'en 1982), des mouvements homosexuels, comme ceux du Front Homosexuel d'Action Révolutionnaire questionnent les normes, critiquent la famille et le manque de liberté des jeunes. Pour autant, cette réflexion s'élabore le plus souvent du point de vue des mineurs (souvent des lycéens), et non pour défendre la sexualité avec les enfants ou les adolescents d'un point de vue adulte. Les rédacteurs de la revue Lundi matin rappellent quant à eux qu'« en 1971, dans le Rapport contre la normalité publié par le FHAR, un texte écrit par des mineurs revendique, à partir de leur propre expérience, leur droit à désirer et à entretenir des relations sentimentales et sexuelles ». Trois milliards de pervers, douzième numéro de la revue Recherche (dirigée par Félix Guattari), consacré à l’homosexualité, contient un entretien sur la « pédérastie », critiquant sa répression, tout en insistant sur le fait que les relations entre adultes et adolescents sont elles aussi normées, voire « répressives », selon les termes d’un protagoniste.
Au Québec, les milieux homosexuels militent en 1976 pour l'abaissement de l'âge de la majorité sexuelle pour les homosexuels car à l’approche de l’organisation des Jeux Olympiques de Montréal, les descentes policières se multiplient, en particulier l’arrestation de 89 personnes au Sauna Neptune, en mai 1976, suivie de la création du Comité homosexuel anti-répression (CHAR), en mai 1976, ce qui a aussi créé l'émotion dans les milieux homosexuels en France où la loi de 1974 maintient une discrimination de majorité sexuelle, abaissée à seulement 18 ans contre 15 ans pour les hétérosexuels).

À propos des pétitions concernant la majorité sexuelle, le théoricien queer Paul B. Preciado explique en octobre 2020 :
N’oublions pas non plus que l’homosexualité était criminalisée, donc toute rencontre entre deux personnes de même sexe était criminelle et pathologique. (…) Hocquenghem demandait simplement le droit, en tant que gamin de 16 ans, à s’exprimer sexuellement sans être importuné par la police.

### Combat révolutionnaire et réflexion sur les mœurs
Pour Jean-François Sirinelli, une évolution se produit entre 1977 et 1979: le combat révolutionnaire anticapitaliste est prolongée des contestations plus élargies qui concernent notamment la sphère de la famille, de l'intimité. Cette évolution concerne notamment par Guy Hocquenghem, ex-amant et élève de René Schérer et pilier depuis 1975 du quotidien Libération.
Dans un contexte où les rapports homosexuels avec des mineurs de moins de 21 ans (jusqu'en 1974) et de moins de 18 ans (jusqu'en 1982) sont férocement réprimés, le Front homosexuel d'action révolutionnaire (FHAR) s'oppose à la répression des rapports entre majeurs et mineurs. Comme l'écrivent les chercheurs Jean Bérard et Nicolas Sallée : « En France, un Front de libération de la jeunesse est créé au sein du Front Homosexuel d'Action Révolutionnaire. Discutant de l’âge de la majorité sexuelle, il adopte comme slogan de manifestation : "les mineurs ont envie de se faire baiser" ».
Les rédacteurs de la revue Lundi matin rappellent quant à eux qu'« en 1971, dans le Rapport contre la normalité publié par le FHAR, un texte écrit par des mineurs revendique, à partir de leur propre expérience, leur droit à désirer et à entretenir des relations sentimentales et sexuelles ». Ces positions favorables au droit à la sexualité des mineurs créent des tensions avec d'autres militants et intellectuels, et notamment avec le sexologue Gérard Zwang. En 1975, des militants et sympathisants du FHAR empêchent la Société française de sexologie clinique, créée par Zwang, de siéger à l'université de Vincennes.
En octobre 2020, dans un article intitulé Le système de l'enfance les rédacteurs de la revue Lundimatin mettent en avant plusieurs propos tenus par le philosophe René Schérer (lui aussi proche du FHAR), permettant de restituer les raisons de son propre intérêt pour la philosophie de l'enfance et les réflexions sur la majorité sexuelle :
En 2007, dans le livre Après tout, issu d’un entretien avec Geoffroy de Lagasnerie, pour résumer les raisons de son intérêt pour la jeunesse dans les années 70, René Schérer évoque aussi la rencontre avec des jeunes, en tant que professeur d’abord, comme militant dialoguant avec des organisations lycéennes ensuite, et enfin, en tant qu’amant de Guy Hocquenghem, qui était alors lycéen :
« Car on demande aux enfants, aux adolescents de correspondre à un personnage tout à fait artificiel. Plus tard, j’ai trouvé chez Foucault ce mot de « dispositif », qui m’a paru particulièrement convenir pour désigner ce système que je dénonce : le dispositif pédagogique de l’enfance ».
« Il me semble absolument incontestable que toutes les sociétés modernes et contemporaines se sont trouvées devant un échec pédagogique, ont nourri une illusion pédagogique sans pouvoir arriver à trouver un mode équilibré ou harmonique, selon la terminologie de Fourier, de vivre avec leur enfance. Le mode non pédagogique, ce serait cette « marche ensemble » que sont les divers « agencements » que présente Co-ire, un « aller avec ». »
En 2010, René Schérer explique aussi dans La revue des lettres françaises : «  Il y a donc plusieurs motivations dans le fait que j’ai écrit sur l’enfance : une d’ordre théorique, intellectuel, et puis il y a également le fait que, dans ces années où j’ai commencé à écrire Émile perverti, toute la jeunesse et l’enfance s’étaient portées dehors. »

De cette réjouissance face au fait que la jeunesse et l’enfance se « portent dehors », découle chez Schérer une critique de la notion d’irresponsabilité des enfants, et donc du pouvoir des adultes. Dans Le corps interdit, il écrit : « Les principes au nom desquels la responsabilité est, soit refusée, soit accordée à l’enfant sont ceux de la société adulte. Tout ce qui touche à la responsabilité concerne le maintien de l’ordre et des institutions en place. Un parti est responsable lorsqu’il ne met pas en question la légitimité du pouvoir, un père celle de la famille, un directeur d’école celle de l’institution, un éducateur celle de l’adaptation de l’enfant à la société avec son idéologie et ses normes. »

### Printemps 1977: réactions françaises à la campagne d'Anita Bryant
La chanteuse américaine de musique folk Anita Bryant a mené en 1977 une campagne à Miami avec pour slogan : « Tuer un homosexuel pour l’amour du Christ », pour abroger une ordonnance locale interdisant toute discrimination fondée sur des critères de préférences sexuelles, en tenant des propos à l'origine d'une importante manifestation homosexuelle à Paris, le 25 juin 1977.
L'organisation politique d'Anita Bryant s'appelle Save Our Children (Sauvons Nos Enfants). En 1977, le comté de Dade en Floride avait promulgué une ordonnance interdisant toute discrimination sur des critères d'orientation sexuelle et le 7 juin 1977, cette ordonnance anti-discrimination est abrogée : la chanteuse poursuit alors sa croisade d'abord en Floride où elle obtient l'interdiction de l'adoption par des parents homosexuels, puis dans tout le pays contre d'autres ordonnances locales,.

### Le secret de l'instruction largement préservé jusqu'en 1979
Les pétitions de 1977 et 1979 évoquent deux affaires de mœurs à laquelle la presse n'a encore consacré aucun article, en raison du respect encore très fréquent jusque là du secret de l'instruction. Les détails importants ne seront connus qu'à l'audience, rendue exceptionnellement publique pour précisément faire face à des pétitions signées en aveugle. Dans la première cependant, l'auteur de la pétition, Gabriel Matzneff, qui a longtemps été journaliste, a déclaré dans une tribune libre avoir rencontré un des suspects, afin d'étayer sa version, qui restera la seule connue jusqu'à l'audience.
L'autre pétition, celle de 1979, est publiée en plein milieu d'une violente polémique sur une autre affaire de pédophilie en cours d'instruction où le secret a été violé par le journal d'extrême-droite Minute puis par France-Soir et sans donner la version de l'avocat du suspect en détention préventive.

### Écoute des enfants et émergence de la victimologie
L'historienne Anne-Claude Ambroise-Rendu, dans une interview à Mediapart, note que si les textes judiciaires régis par la loi de 1832 ne posaient pas la question du consentement, les juges la posent souvent en pratique, quitte à juger que la victime a provoqué ce qui lui arrivait et, dans les années 1920, les psychiatres écrivent souvent que les jeunes filles sont consentantes, signe d'une « méfiance généralisée à l'égard de la parole des enfants » qui ne sera prise en compte que par l'évolution des « sciences du psychisme ». L'émergence sur la scène publique et politique des débats autour de la pédophilie, à la fin des années 1970, « a contraint les psychiatres et les psychanalystes à s’interroger de manière approfondie sur ce qui se passait en réalité. Cette période marque un tournant. Lorsque les experts sont amenés à s’exprimer dans les années 1960, ils peuvent parfaitement dire “cette petite fille est une débauchée, il faut prendre son témoignage avec méfiance”. Alors que les mêmes experts la croiront dix ans plus tard et assureront qu’elle n’a rien à se reprocher ».
Anne-Claude Ambroise-Rendu, dans son Histoire de la pédophilie, remarque que la psychanalyse a mené dès Sigmund Freud à une nouvelle conception de l'enfance et incite, notamment grâce au succès des thèses de François Dolto au début des années 1970, les médecins et les experts judiciaires à prendre en compte la parole de l'enfant en tant que victime et à le préserver.
Tout en défendant la nécessité d'écouter les enfants, Michel Foucault, et des avocats, s'interrogent cependant sur l'émergence de la nouvelle branche de la criminologie qu'est la victimologie, prétendant dire à la place des enfants ce qu'ils ont vécu. Son intervention à ce sujet dans l'émission intitulée La loi de la pudeur sur France culture est résumée ainsi par les rédacteurs de Lundimatin :
Ironisant sur le pouvoir des psychiatres et des psychologues prétendant dire à la place des enfants ce qu’ils ont vécu, Michel Foucault en appelle à une réflexion sur les régimes de violence, de contrainte, dont la mise à jour serait basée sur la parole des mineurs, et non pas sur le savoir médical. :« On les croit [les enfants] non susceptibles de sexualité et on ne les croit pas susceptibles d’en parler. Or là, je crois que, je ne dis pas que ça résout le problème, mais après tout, écouter un enfant, l’entendre parler, expliquer quels ont été effectivement ses rapports avec quelqu’un, adulte ou pas, etc., doit pouvoir faire comprendre, pourvu qu’on l’écoute, avec suffisamment de sympathie, et surtout, en lui faisant suffisamment de crédit, doit permettre d’établir à peu près, quel a été le régime de violence ou de consentement auquel il a été soumis. Et aller supposer que du moment qu’il est un enfant, il ne peut pas expliquer ce qu’il en est, que du moment qu’il est un enfant, il ne peut pas être consentant, il y a là deux abus qui sont, je crois, intolérables, inacceptables. »Ces propos mesurés, où la catégorie d’ « enfant » est à entendre au sens de la loi (moins de quinze ans, et moins de dix-huit ans pour ceux qui ont des rapports homosexuels) posent plus de questions qu’ils n’apportent de réponse, comme Michel Foucault l’admet lui-même (« doit permettre d’établir à peu près », « je ne dis pas que ça résout le problème »).

(...) Pour autant, les réflexions développées par Michel Foucault sont elles aussi importantes, puisqu’il s’agit ici d’appeler à entendre les mineurs, afin de réfléchir aux rapports de force et aux formes de la contrainte, plutôt qu’au simple seuil de l’âge, ou au consentement, qui n’est qu’une notion contractuelle. [Ensuite] Foucault prend notamment l’exemple d’un viol ne pouvant être caractérisé ni par une limite d’âge, ni par la violence, mais par un «  système de contrainte » au sein de la famille. (...) 

## Pétition dansLe Mondedu26 janvier 1977
Le Monde publie le 26 janvier 1977, veille du procès de l'Affaire de Versailles, le « communiqué » d'une pétition estimant que « trois ans, ça suffit » pour Bernard Dejager, Jean-Claude Gallien et Jean Burckhardt, en détention préventive depuis trois ans et deux mois car accusés d'attentat à la pudeur contre trois adolescents de 13 et 14 ans. Le secret de l'instruction fait qu'aucun journal n'a parlé de l'enquête ; trois jours après, Le Monde prend ses distances avec la pétition et dénonce la gravité des faits.
Deux mois avant, le 8 novembre 1976, une « Tribune libre » de Gabriel Matzneff dénonce ces trois ans de détention préventive, la « discrimination » contre les homosexuels par le Code pénal, le « silence » des intellectuels et même la « gêne, teintée de réprobation », qui font de lui « un homme isolé » malgré les attaques et la plainte d'un téléspectateur, après son premier passage à la nouvelle émission de télévision littéraire de Bernard Pivot, Apostrophes, le 12 septembre 1975 ; Matzneff dit avoir rencontré un des trois hommes arrêtés à l’automne 1973. Le 22 novembre 1976, Le Monde signale « de nombreuses réactions de nos lecteurs pour la plupart critiques, voire hostiles et quelquefois indignées » à la « Tribune libre » de Gabriel Matzneff et en publie trois.
Dans cette « simple affaire de “mœurs” (…) les enfants n'ont pas été victimes de la moindre violence », dénonce la pétition, qui juge « disproportionnées » les peines encourues (5 à 10 ans de prison), alors que « la loi reconnaît une capacité de discernement aux adolescents, qui peuvent être jugés et condamnés à partir de l’âge de 13 ans ».
La pétition estime que la cour d'assises doit les libérer, car trois ans de détention « ça suffit ! », mais ne réclame pas de changement de la loi, même si elle souligne que des filles de 13 ans ont le droit de se faire prescrire la pilule en France depuis la Loi Veil de 1974. La pétition semble ainsi ignorer que cette Loi Veil ne l'autorise que pour les centres de planning familial et sur prescription médicale.
Le lendemain de la pétition, le procès débute. Le Monde félicite la cour d'assises de supprimer le huis clos même si les victimes sont mineures, pour que les signataires de la pétition comprennent pourquoi l'enquête a duré plus de trois ans et son évolution : les victimes affirmaient certes avoir donné leur consentement, mais il s'avère très fragile vu leur âge et l'influence des adultes, comme le révèle l'audience publique. Les témoins y révèlent aussi des faits plus graves que les simples caresses et baisers évoqués par la pétition, signée par 69 personnes au cours des semaines précédentes. Si la durée de la détention provisoire était « inadmissible », « là s'arrête l'indignation » écrit le journaliste envoyé par Le Monde, pour qui « ce procès n'est pas (...) celui d'une société ultra-répressive » mais de « trois hommes qui ont repris en compte à leur profit, et pour leur plaisir, des pulsions sexuelles ». Il « est naturel de ne pas aimer cette forme d'amour et d'intérêt », conclut le journal.
Parmi les signataires, des futurs ministres, Jack Lang, Bernard Kouchner, des intellectuels comme Jean-Paul Sartre et Simone de Beauvoir, Louis Aragon, Jacques Rancière, André Glucksmann, Gilles Deleuze et Félix Guattari, Roland Barthes, Philippe Sollers, Francis Ponge, Guy Hocquenghem et René Schérer ainsi que quelques médecins,.

### Auteur
L’auteur de cette pétition est resté inconnu pendant 36 ans. Le 7 septembre 2013, agacé par des journalistes qui en parlent sans l’avoir lu, Gabriel Matzneff revendique la responsabilité et la rédaction du texte dans une chronique de son site personnel intitulée « Couvrez cette pétition que je ne saurais voir »,.
Il y explique les circonstances dans lesquelles est née la pétition, résumé d’une chronique parue dans Le Monde le 8 novembre 1976 sous le titre « L’amour est-il un crime ? ». La quête des signatures fut menée par Matzneff, avec l’aide de Guy Hocquenghem. Selon lui, la plupart des personnes contactées se montrèrent favorables. Parmi les refus, Marguerite Duras, Hélène Cixous, Xavière Gauthier, et Michel Foucault.
Toujours en 2013, Matzneff ne renie en rien les valeurs exprimées par cette pétition : « J’en suis très fier et, si je l’écrivais aujourd’hui, je n’en modifierais pas le moindre mot, car elle est encore plus actuelle, nécessaire aujourd’hui qu’en 1977. »

## Lettre ouverte dansLe Mondedu 23 mai 1977
Le Monde est le seul journal à publier le 23 mai 1977, au lendemain du verdict dans l'affaire de Versailles, des extraits d'une lettre ouverte « pour la révision de certains textes législatifs régissant les rapports entre majeurs et mineurs », qui fait aussi référence à l'affaire de Versailles, en demandant que les affaires d'« attentats à la pudeur sans violence » soient considérés comme un délit et non plus un crime (le viol le restant) et donc jugé au tribunal correctionnel et non en cour d'assises,.
Ce second texte, plus prudent que celui de janvier, avec en grande partie les mêmes signataires, met notamment l'accent sur le fait que la majorité sexuelle est à 18 ans pour les homosexuels contre 15 ans pour les autres, afin de demander la fin de cette discrimination.
C'est seulement en 1982 que la loi abolira cette discrimination, conformément à une promesse de campagne présidentielle de François Mitterrand.
Des extraits sont publiés par le seul journal Le Monde, qui cite les rappels des lois de 1810, 1836, 1863 et 1945 faits par la pétition et n'élude que la dizaine de lignes sur vingt consacrées à l'affaire de Versailles, dont le verdict vient d'être rendu, cinq ans de prison avec sursis. Le Monde préfère s'en tenir à la conclusion des signataires qui « demandent que le dispositif pénal soit allégé, que de telles affaires, aujourd'hui passibles de la cour d'assises, soit jugées par un tribunal correctionnel », car « la détention préventive, en matière correctionnelle, ne peut excéder six mois ».
Le texte souhaite aussi limiter à 5 ans de prison ferme la peine maximum encourue en cas d'attentat à la pudeur, le viol restant passible de Cour d'assises,.
L'appel explique que l'affaire de Versailles, « jugée en audience publique, a posé le problème de savoir à quel âge des enfants ou des adolescents peuvent être considérés comme capables de donner librement leur consentement à une relation sexuelle. C'est là un problème de société. Il appartient à la commission de révision du code pénal d'y apporter la réponse de notre temps », pour des textes de loi « rajeunis et actuels ».
La partie citée dans le court article du Monde évoque le droit du « détournement de mineur — dont le délit peut être constitué par le seul hébergement d'un mineur pour une nuit ».
Plusieurs des signataires se sont exprimés contre les actes sexuels commis sur des enfants. Ainsi, selon l'historien Jean Bérard, l'une des signataires, Françoise Dolto, estime que les relations sexuelles entre mineurs et adultes sont toujours source de traumatisme,. Aussi, de nombreuses féministes, comme Grisélidis Réal, Françoise d’Eaubonne, Christiane Rochefort et Simone de Beauvoir, sont signataires, tout en considérant, par exemple dans Le Deuxième Sexe pour Simone de Beauvoir, qu'il faut dénoncer la soumission précoce des jeunes filles à un système de prédation sexuelle.
Enfin, les signataires affirment qu'ils « considèrent que l’entière liberté des partenaires d’une relation sexuelle est la condition nécessaire et suffisante de la licéité de cette relation ». Ils affirment également la nécessité de tenir « compte du consentement du mineur ». Moins de deux ans après, Le Monde reviendra sur cette affaire, pour souligner qu'entre-temps, à « en juger par l'émotion suscitée par l'Affaire Jacques Dugué », la révision des articles du code pénal portant sur les relations mineurs-adultes, demandée par ces personnalités, « n'est pas prête d'être acceptée par l'opinion ».

### Les signataires de la lettre ouverte du23 mai 1977
Les signataires sont 80 personnalités et intellectuels,.

## Pétition dansLibérationdu 23 mars 1979
« Donner de l'amour à un enfant et en recevoir de lui par une présence, de la tendresse, des caresses, est un délit, voire un crime. On sait aussi que deux mineurs, qui font l'amour ensemble, se détournent l'un l'autre aux termes de la loi. Le caractère anachronique de cette législation est renforcé par le fait qu'une jeune fille de moins de quinze ans peut se procurer une contraception, sans l'autorisation de quiconque ».

### La prise de distance du Monde sur l'affaire Flip Fnac et l'audience
Les juges ont entre-temps « correctionnalisé » l'affaire, ce qui accélère le procès et réduit la peine maximale de 10 ans à 5 ans de prison ferme, en transformant les accusations, d'« attentats à la pudeur commis sans violence contre des enfants de moins de quinze ans » à « violences et voies de fait commises contre des enfants de moins de quinze ans », bien que l'on « puisse contester que des violences contre des enfants soient plus répréhensibles qu'un attentat à la pudeur commis avec leur consentement », estime alors, début avril 1979, Le Monde, qui cite par ailleurs un texte de soutien à l'accusé (une partie du texte de la pétition parue dans Libération).
Devant la 15e chambre correctionnelle du tribunal de Paris, Gérard Roussel comparait le 30 mars 1979, finalement accusé d'avoir commis des actes à caractère sexuels sur des petites filles de 6 à 12 ans. Le suspect ne conteste pas les faits et nie juste qu'il y ait eu « pénétration réelle ».

### Le dessin pédophile des graphistes de Bazooka dans Libération
Serge July, directeur de Libération, avait recruté à l'été 1977 Bazooka, groupe de graphistes inspirés par les Sex Pistols du Mouvement punk et la sortie de God Save the Queen (chanson). July lui offre « une totale liberté d'expression », pour « secouer » le journal. Selon lui « l’agression » graphique pratiquée par Bazooka « est aujourd’hui une manière d’exister, d’entretenir un rapport avec un monde désespérant ». Bazooka intervient au « marbre » (maquette) juste avant le départ au rotatives mais sa « dictature graphique » provoque les réticences de la rédaction et la collaboration cesse. Bazooka travaille alors pour une autre publication, créée par Libération, la revue Un Regard moderne, arrêtée en novembre 1978, après seulement six numéros, la rédaction de Libération accusant Bazooka de « pirater le journal au montage » par la publication, dans la page d'annonce « Taules » de la revue encartée dans le numéro du 5-6 novembre 1978, consacrée aux détenus, d'un dessin pédopornographique.

## Le climat politique délétère autour de l'affaire Jacques Dugué
Bazooka l'accusant de censure, Libération multiplie les interviews de provocation (Jacques Mesrine, Hans-Joachim Klein) et s'empare de l'Affaire Jacques Dugué, qui rebondit en janvier 1979, malgré le secret de l'instruction : trois mois après Minute, France-Soir, qui a perdu 40 % de ses journalistes dans la clause de cession liée au rachat par Robert Hersant, titre à son tour sur « une écœurante affaire de mœurs » où un « soi-disant éducateur aurait livré à la prostitution internationale des régiments de gamins ». Minute surenchérit, affirmant que Dugué est adhérent communiste. Démenti de la mairie de Saint-Ouen et de L'Humanité, à qui Marc Croissant, employé d'une autre mairie communiste, à Ivry, écrit pour prendre la défense de Dugué. Libération propose alors à Jacques Dugué d'écrire de sa prison une « tribune libre ». Dans les colonnes de Libération, tout en marquant une distance avec les pratiques de Jacques Dugué, Guy Hocquenghem justifie ainsi le fait de lui donner la parole  
Il y a quinze jours, France-Soir paraissait avec en première page un grand titre sur “une écœurante affaire de mœurs” où un soi-disant éducateur aurait livré à la prostitution internationale des régiments de gamins. L'information reprise par la presse et la TV, concernant cette affaire Dugué » venait d'une seule source : Minute. Pas un journal, pas un journaliste, excepté Libération ne se donnait la peine de vérifier les inculpations contre Dugué : en fait, ni prostitution ni proxénétisme, mais un simple attentat à la pudeur sur mineurs sans violences. Aucun journal n'a d'ailleurs publié de rectificatif. Dugué, qui nous a fait parvenir la lettre qui suit, gagnerait tous les procès en diffamation s'il les intentait. Mais Dugué a décidé de se défendre seul, refusant le concours de tout avocat. Comme l'a écrit Le Monde avec une lourde ironie, Dugué écrit en effet des “thèses sur la pédophilie”, comme en témoigne cette lettre. Son univers, celui des couples échangistes, qui se passent des photos d'enfants, sa franchise quant à la sodomie sont d'un langage différent de la pédérastie plus intellectuelle ou artistique. Mais cet homme, voué pendant trois jours à la vindicte publique comme le monstre absolu par les plus puissants média sur la base d'informations parfaitement erronées, a bien gagné le droit à l'expression depuis sa prison.
En réaction, le directeur de L’Humanité, Roland Leroy, accuse Libération de défendre les pires causes, à commencer par des « proxénètes d’enfants ». Dans Libération du 1er mars, Jean-Luc Hennig, proche du militant homosexuel Guy Hocquenghem écrit : « on n’a pas eu Libération  par la politique on l’aura par le cul ». Quelques jours après, un éditorial de Serge July se vante d'avoir subi 9 inculpations en quelques mois, mais pour la plupart sans lien avec la pédophilie.
Le Monde ne prend lui parti dans aucune des deux affaires. Il obtient le 27 février des informations des enquêteurs, évoquant les « 15 jours dans le coma » de Jacques Dugué, qui vient de se pendre à la suite de « la quasi-certitude d'être lourdement condamné » mais aussi « les victimes (qui) seraient au nombre d'une trentaine » et ne « se livraient pas seulement à des jeux innocents », tandis que « l'un des parents » avait porté plainte.
Exclu du PCF, licencié le 6 février, Marc Croissant est la cible le 15 mars, d'un tract communiste jugé « intolérable » par Libération.

## La loi de la pudeur
Pour qu'ils expliquent leur démarche, le 4 avril 1978, France Culture invite Michel Foucault, Guy Hocquenghem et l'avocat Jean Danet pour un débat dans l'émission Dialogues autour de la « Loi de la pudeur ». Cette émission est retranscrite dans le no 37 de la revue Recherches, intitulé de manière provocatrice « Fous d'enfance. Qui a peur des pédophiles ? » (avril 1979), numéro qui sera plus tard retiré de la circulation. Ce débat est disponible sur le site de France Culture Guy Hocquenghem y plaide pour une dépénalisation des relations sexuelles dès lors qu'il n'y a ni violence ni contrainte. Cependant, Guy Hocquenghem, comme Michel Foucault et Jean Danet insiste sur le fait que l'objet du propos est essentiellement d'interroger les catégories du pouvoir et de la répression, et non de produire de nouvelles normes ou de se faire le défenseur de la pédophilie en tant que telle. L'émission sera résumée ainsi dans Lundimatin, revue considérée comme se situant dans une vision foucaldienne du pouvoir :
Lors de cette émission, Guy Hocquenghem explique aussi que les pétitionnaires ont pris soin de circonscrire l’objet de leur critique : .
Lors de cette émission, il s’agit essentiellement, de questionner les bases sur lesquelles le pouvoir se fonde. Jean Danet dénonce les paniques morales et le populisme pénal autour de la pédophilie :
« Quiconque défend un pédophile [en tant qu’avocat] peut être soupçonné d’on ne sait quelle obscure sympathie pour cette cause-là, obscure sympathie dont les juges entre eux pensent toujours : s’il les défend, c’est qu’il n’est pas tellement contre, lui-même, au fond. ».
Pourtant, comme il le fait remarquer, « ce n’est pas parce que quelqu’un est impliqué dans une lutte contre une autorité quelconque, (…) que cela signifie qu’il est du côté de ceux qui y sont assujettis ».
Lors de cette émission, alors que l’homosexualité vient d’être sortie de la liste des maladies mentales et figure toujours parmi les fléaux sociaux, Guy Hocquenghem et Michel Foucault s’inquiètent du développement d’un pouvoir judiciaire et médical ne ciblant plus des actes, mais des individus perçus comme dangereux par nature avec le risque que la sexualité soit, par ricochet, considérée comme dangereuse en soi.

Plus tard dans l’émission, Hocquenghem déclare que « sur le problème du viol proprement dit », « les mouvements féministes et les femmes en général se sont parfaitement bien exprimés », mais qu’il y a une nécessité à critiquer les paniques sécuritaires poussant à demander la castration chimique des violeurs, ou à verser dans la surenchère punitive. Il en est de même lorsqu’il interroge le nombre de reportages anxiogènes à propos de la pédopornographie dans les médias, même si, évidemment, « personne, ici, ne songe à se faire le paladin de la pornographie ou de la prostitution enfantine ».

## Pétition de soutien à Daniel Cohn-Bendit dansLibérationdu1ermars 2001
En janvier 2001, la journaliste allemande Bettina Röhl qui n'avait que 14 ans lors du suicide de sa mère Ulrike Meinhof, cofondatrice de la Fraction armée rouge, diffuse à plusieurs grands journaux anglais, italiens et allemands un article publié par Daniel Cohn-Bendit en 1976, peu après le suicide de sa mère, dans le magazine culturel de son père, qu'elle accuse de l'avoir abandonnée. Cet article reprend un chapitre du livre Le Grand Bazar, dans lequel Daniel Cohn-Bendit évoquait l'année précédant ses activités d’aide-éducateur à Francfort en théorisant l'éveil à la sexualité des enfants de 1 à 6 ans et témoignant de rapports physiques à connotation sexuelle que Daniel Cohn-Bendit a entretenus avec eux.
Daniel Cohn-Bendit évoque alors dans Le Monde du 22 février 2001 « le contexte des années 1970 » et des pages « dont nous devons avoir honte ». L'écrivain Sorj Chalandon rédige le lendemain un mea culpa de Libération sur des pétitions oubliées datant des années 1970 et L'Express publie des entretiens avec deux de leurs anciens signataires, Philippe Sollers faisant part de ses regrets et Bernard Muldworf assurant être déjà anti-pédophile à l'époque.
Au journal de 20 heures de TF1, Cohn-Bendit dénonce une « chasse à l'homme » pour des écrits n'ayant selon lui « suscité aucune réaction » en 1975. Libération pourfend le même jour une « haine de Mai 68 qui n'a jamais abdiqué » dans un numéro consacrant six articles à l'affaire dont ceux de trois « ex-soixante-huitards » (Romain Goupil, Serge July et Philippe Sollers) remontés contre un « procès stalinien » visant selon eux Cohn-Bendit, celui de Romain Goupil étant même titré « J'ai envie de dire : oui, je suis pédophile ! ». Une semaine après plusieurs de ses amis signent une pétition titrée « Cohn-Bendit et mai 68 : quel procès ? ». « Écrits ou propos scandaleux, ceux de Cohn-Bendit ? Non, ceux d'une nécessaire explosion de parole » dit le texte, en estimant que la révolution sexuelle a d'abord appris aux enfants, aux adolescentes, aux femmes à dire « non ».